# 小行星7307
小行星7307（英語：7307 Takei）是一颗围绕太阳公转的小行星。1994年4月13日，清水義定、浦田武在那智胜浦町发现了此天体。
这颗小行星的绝对星等为120.9454212318498等。